# Lisa the Greek
"Lisa the Greek" är avsnitt 14 från säsong 3 av Simpsons. Avsnittet sändes på Fox den 23 januari 1992. I avsnittet börjar Homer umgås med sin dotter Lisa och efter att han förstått att hon kan spå fotbollsmatcher börjar han satsar pengar i hemligt. Avsnittet skrevs av Jay Kogen och Wallace Wolodarsky, det regisserades av Rich Moore.
Avsnittet sändes några dagar före Super Bowl XXVI och sa korrekt att Washington Redskins skulle vinna. Avsnittet fick en Nielsen rating på 14,2 och var det mest sedda på Fox under visningsveckan. Yeardley Smith vann en Primetime Emmy Award för "Outstanding Voice-Over Performance" under 1992.

## Handling
Lisa berättar för Marge att Homer aldrig är engagerad i hennes intressen. Marge föreslår Lisa att hon ska intressera sig för något som hennes far gör, så hon bestämmer sig för att tillsammans med Homer titta på amerikansk fotboll. Efter att Homer satsat pengar på fel lag, efter ett tips via en telefontjänst, frågar Homer vilket lag som Lisa skulle välja, och hon väljer Miami Dolphins och Homer satsar pengar hos Moe Szyslak. Matchen vinns av Miami Dolphins och Homer tjänar 50 dollar. Under tiden som matchen pågår är Marge med Bart och handlar nya kläder som mobbarna hånar honom för.  Lisa blir skicklig i att välja vinnare av fotbollsmatcherna och Homer förklarar för Lisa att varje söndag nu blir en Pappa-dotter dag. Lisa gör korrekta val i åtta veckor och de tittar på matcher tillsammans och Homer vinner mer pengar.
Homer börjar köpa dyra prylar till familjen och äter på en fin restaurang. När Lisa frågar om vad de kan vandra på söndagen efter Super Bowl, berättar han för henne att pappa-dotter-dagarna är över till nästa fotbollssäsong. Lisa inser att Homer bara ville utnyttja hennes förmåga att hjälpa honom att satsa rätt, och Lisa ger bort alla leksaker som Homer köpt till henne för vinstpengarna. Homer inser att han behöver gottgöra Lisa, men hon är så arg att hon inte ens vill prata med honom. Lisa går till slut med på att berätta för Homer hur det går i Super bowl, men hon säger att hon kan vara så upprörd att hon undermedvetet vill att Homer förlorar sin insats, vilket får henne att säga att om hon fortfarande älskar Homer, vinner Washington men gör inte Lisa det ska han satsa på Buffalo. Superbowlmatchen vinns av Washington och Homer blir glad över att Lisa fortfarande älskar honom. Homer avbokar sin bowling nästa vecka med Barney och vandrar med Lisa stället.

## Produktion
Avsnittet skrevs av Jay Kogen och Wallace Wolodarsky, samt regisserades av Rich Moore. Enligt show runnern Al Jean, kom idén till avsnittet fram genom att de beslutade att de skulle skämta med spelande om pengar på fotbollsmatcher. Kogen, Wolodarsky, Jean, George Meyer, Sam Simon och James L. Brooks spelar alla ganska ofta. Många av dem gillar också fotboll. I "Lisa the Greek" utvecklades Lisa som karaktär och den handlar därför om Lisas relation med sin far. Enligt Kogen är ofta Lisa och Marge de bästa avsnitten eftersom de har mera djup. Det är dock svårare att skriva eftersom de är mindre roliga. De tar ofta därför med bara Lisa eller Marge. Jean säger att eftersom han har en dotter är Homer-och-Lisa-avsnitt lätt att skriva. Moore har sagt att detta är det bästa avsnittet som han regisserat, eftersom två så olika karaktärer möter varandra. I en scen med Homer och Lisa på soffan när Lisa sitter på kanten anser Yeardley Smith att scenen är lite för hård.

## Kulturella referenser
"Lisa the Greek" har referens både till Super Bowl och National Football League (NFL). Avsnittet sändes några dagar före Super Bowl XXVI, och korrekt vann Washington Redskins matchen. När avsnittet sändes i repris inför Super Bowl XXVII, dubbade man om replikerna med lagen där Dallas Cowboys vann. Båda gångerna hade Lisa rätt och Jean har berättat att de båda gångerna satsade på det andra laget. När Lisa studerar fotbollen i biblioteket och går igenom kartoteket hittar hon en med rubriken Phyllis George, en amerikansk sportreporter. Titeln på episoden är en referens till den amerikanska bookmakern och sportkommentatoren Jimmy "the Greek" Snyder. Duff-annonsen som visas under pausen på Super Bowl är en hänvisning till Bud Bowl-reklamen för Anheuser-Buschs Budweiser.
Förutom fotbollreferenser parodierar avsnittet på filmen Apocalypse när Moe använder sin sko som plånbok.  I en reklamfilm för Troy McClures nya tv-show säger att han spelar "Jack Handle, en pensionerad polis som delar en lägenhet med en pensionerad brottsling. Vi är den ursprungliga Odd Couple" är en referens till TV-showen Omaka par. När Marge och Bart och shoppar i köpcentret, försöker Marge öppna en flaska parfym med Meryl Streep. Parfymen heter Versatility och flaskan är formad som en Oscar.

## Mottagande
Avsnittet kom på plats 27 över mest sedda avsnitt under veckan med en Nielsen rating på 14,2 med 13 miljoner hushåll och var det mest sedda avsnittet på Fox under veckan. Yeardley Smith vann en Primetime Emmy Award för "Outstanding Voice-Over Performance" under 1992. "Lisa the Greek" är tillsammans med Lisa's Substitute det bästa avsnittet enligt Dan Castellaneta. John Carman från San Francisco Chronicle har sagt att detta är hans favoritavsnitt. Nate Meyers på Digitally Obsessed gav avsnittet betyg 5 av 5.